# Roger Touhy, Gangster
Roger Touhy, Gangster è un film statunitense del 1944 diretto da Robert Florey.
È basato sulla vita del gangster di Chicago Roger Touhy.

## Produzione
Il film, diretto dallo specialista di film noir Robert Florey su una sceneggiatura di Jerome Cady e Crane Wilbur, fu prodotto da Twentieth Century Fox Film Corporation Anche se la storia è stata romanzata, Touhy vinse una causa contro lo studio per diffamazione. Dopo sei anni, ottenne in giudizio 15.000 dollari, anche se la Fox fu in grado di distribuire poi il film con profitto all'estero senza ripercussioni legali.

## Distribuzione
Il film fu distribuito negli Stati Uniti nel 1944 al cinema dalla Twentieth Century Fox.
Alcune delle uscite internazionali sono state:
- negli Stati Uniti il 3 giugno 1944 (New York City, New York)
- in Portogallo il 4 maggio 1946 (O Último dos Gangsters)
- in Grecia (Oi gangster tou tromou)
- nel Regno Unito (The Last Gangster)